# 陽のあたる場所 (テレビドラマ)
『陽のあたる場所』（ひのあたるばしょ）は、フジテレビ系列で1994年1月13日～3月24日に木曜劇場枠で放送されたテレビドラマ。

## 概要
前科を持つ42〜43歳の熱血青春男と、20代の若者たちの、笑いあり涙ありの物語。

## キャスト
秋田勇次：中村雅俊　
エリートサラリーマンだったが、贈賄罪が発覚し逮捕され服役。出所後、哲也の勧めもあり「はせ川」で皿洗いとして再出発をする。元の性格は熱血漢だったが、自分の考えが時代遅れ、周囲とズレている事と前科者への世間の冷たさを知った事もあり、次第に変化が出る。しかし、熱血ぶりは触れ合ってきた若者に大きな影響を及ぼした。最後は若者から励まされる。
三杉みちる：裕木奈江　
実家は北海道函館市。父と揉めて家出後、北上家を頼って上京するが、定職に就かずフリーターとなる。最後は由記夫と婚約する。
大八木由記夫：的場浩司　
「はせ川」の店長。諸事情で一旦、サラリーマンに転身するが、焼き鳥屋を侮辱した同僚を叩きのめして、再び「はせ川」に戻った。
小林昌美：本田美奈子　
「はせ川」の常連客でスナックのホステスをしている。離婚歴があり、娘の親権を前夫に奪われ、手切れ金を突きつけられる。その寂しさを紛らわそうと騒いでいたところを誤解した勇次に頭ごなしに叱られ号泣（この件に関しては、真意を知った勇次が謝罪している）。
北上大介：山本耕史　
みちるの従兄弟。「はせ川」でアルバイトをしながらボクサーを目指す。兄とは折り合いが良くない様子。
山本ふみえ：永作博美　
スナックのホステスで、哲也の恋人。哲也の為に一生懸命になる。哲也が射殺され、自殺未遂を図るが後に立ち直った。
木島哲也：松田圭司　
元暴走族の頭。傷害事件を起こし服役。一緒に出所した勇次に後輩の由記夫のツテで「はせ川」のアルバイトを紹介する。ふみえと共にピザ屋の開業を目指すが、つけ込まれて詐欺に遭ってしまう。過去の犯罪歴に対して周囲から冷遇を受けた末、偶然再開した詐欺師を殺害しようとして、止めに入った警察官を殺害し、拳銃を奪った末、詐欺師も殺害しようと立て篭る。勇次やふみえが必死に説得を試みるが聞く耳をもたず、止む無く警察官に射殺される。
長谷川ひかり：吉田真由子　
君枝の一人娘。
大八木美由紀：五島悦子　
北上修一：榊原利彦　
みちるの従兄弟で大介の兄。東大出のエリート銀行員。
大八木春子：佐々木すみ江　
三杉元：井川比佐志
みちるの父で函館市在住。口論の末、家出してしまったみちるを心配している。最後は和解してみちるを見守る。
秋田圭子：山口いづみ　
西條邦夫：大土井裕二
長谷川君枝：市毛良枝
「はせ川」女主人。
刑事：大杉漣
詐欺に遭い資金をだまし取られた哲也の被害届に対し、彼の前科を持ち出して悪態をついて口汚く罵った。

## サブタイトル
1. 再び青春の中へ
2. 愛を捨てるのか！
3. 父娘の哀しい再会
4. 青春の迷路の中で
5. いま青春を賭けて
6. 愛と青春の旅立ち
7. 愛は愛で
8. 炎のスパーリング
9. 最後の告白
10. 悲劇の銃声
11. いま青春の中で

## 主題歌
- 江口洋介『愛は愛で』

## スタッフ
- 脚本：吉田紀子
- 音楽：日向敏文
- プロデュース：小泉守、杉尾敦弘
- 演出：永山耕三、上川伸廣
- 制作：フジテレビ、イースト

| フジテレビ 木曜劇場 | フジテレビ 木曜劇場 | フジテレビ 木曜劇場 |
| 前番組              | 番組名              | 次番組              |
| ------------------- | ------------------- | ------------------- |
| 都合のいい女        | 陽のあたる場所      | この愛に生きて      |